# 苏丹依斯干达大厦
苏丹依斯干达大厦（简称JB CIQ）是马来西亚柔佛州新山的海關、出入境与检疫大厦，位于新柔长堤，是马新边境其中一个位于马来西亚的口岸。
这座大厦以苏丹马末·依斯干达命名，是南方门户综合发展计划的一部分。为了建造这座大厦，政府征用了武吉查卡组屋区（17楼）和鲁马固打组屋区（15楼）的土地。这座大厦占地232,237平方（2,499,780平方英尺），是马来西亚最大的海關、出入境与检疫大厦，并于2008年12月1日启用，取代了原有的新山海關、出入境与检疫大厦。
在马来西亚，车辆由新山东部疏散大道前往这座大厦，在通过边境检查后便可通过新柔长堤前往位于新加坡兀兰的兀兰关卡。民众可通过新山城中坊的行人天桥步行至这座大厦。

## 组成部分

### 移民关卡

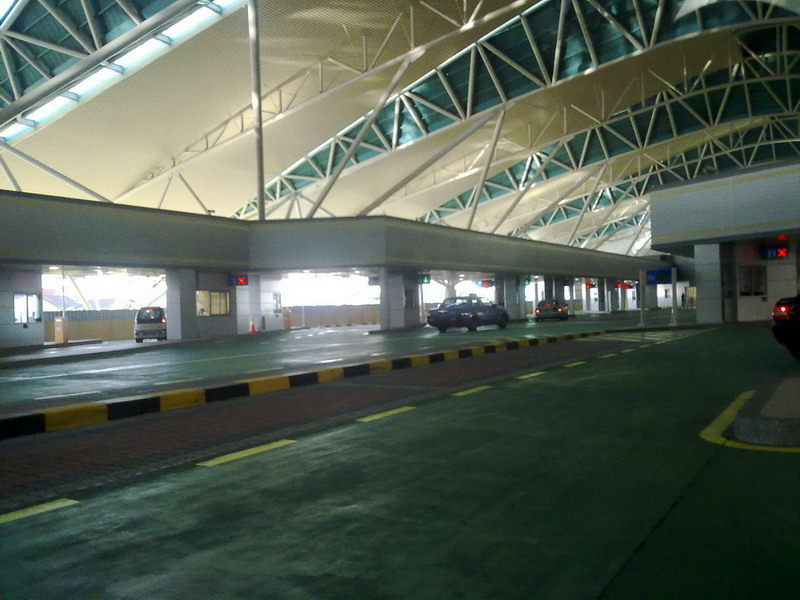
新山的离境移民关卡

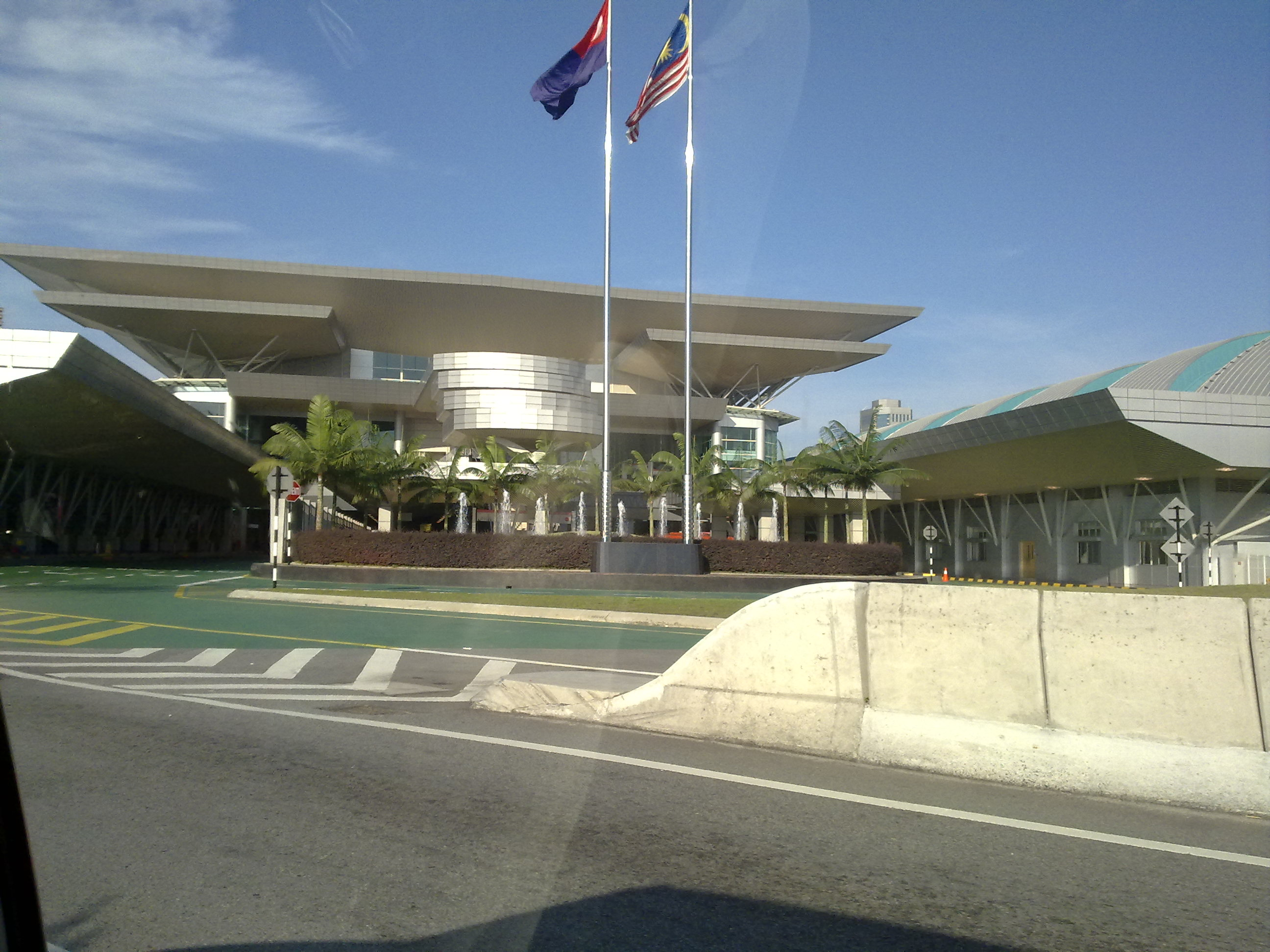
苏丹依斯干达大厦

移民关卡分为摩托车关卡和汽车关卡。其中从新加坡入境共有77个车辆通关柜台（39个入境、38个出境）和100个摩哆车通关柜台（50个入境、50个出境）。所有马来西亚籍的摩托车骑士都可使用摩哆车自动通关系统（M-BIKE）。

### 关税关卡
汽车的关税关卡共有36个柜台（入境20个，离境16个），而摩托车的则有25个（入境17个，离境8个）。

## 收费制度
苏丹依斯干达大厦只能够使用一触即通卡付费，这是政府为了鼓励公众使用电子付款并且舒缓交通流量的一项策略。由兀兰关卡入境的外国车辆可在抵达柔佛之前于长堤左边的旧大厦购买一触即通卡。
新大厦距离旧大厦约2（1.2英里）。此大厦设有客服中心以及能够购买、充值、检查余额的一触即通卡通道。旧大厦也设有额外的客服中心。

### 收费价格
苏丹依斯干达大厦边检站（2014年8月1日起）
| 级别 | 交通工具种类                            | 入境 收费（令吉） | 出境 收费（令吉） |
| ---- | --------------------------------------- | ----------------- | ----------------- |
| 0    | 摩托车、自行车或拥有2轮以下的交通工具   | 免费              | 免费              |
| 1    | 拥有2轴与3或4轮的交通工具，除了计程车   | 9.70              | 6.80              |
| 2    | 拥有2轴与5或6轮的交通工具，除了巴士     | 14.70             | 10.20             |
| 3    | 拥有3轴或以上的交通工具                 | 19.70             | 13.60             |
| 4    | 计程车 （从马来西亚到新加坡的指定路线） | 4.80              | 3.40              |
| 5    | 巴士 （公共巴士除外）                   | 7.80              | 5.50              |

注：现收费站只接受一触即通卡付费。不接受现金支付。